# Andrius Kubilius
Andrius Kubilius (født 8. december 1956 i Vilnius, Litauiske SSR, Sovjetunionen) er en politiker fra Litauen, der har været premierminister i Litauen mellem 2008 og 2012.
Andrius Kubilius har også tidligere været landets premierminister gennem en periode på omkring et år i 1999-2000. Han er leder af det konservative parti Hjemlandsforbundet – Litauiske Kristelige Demokrater.